# Dubbing

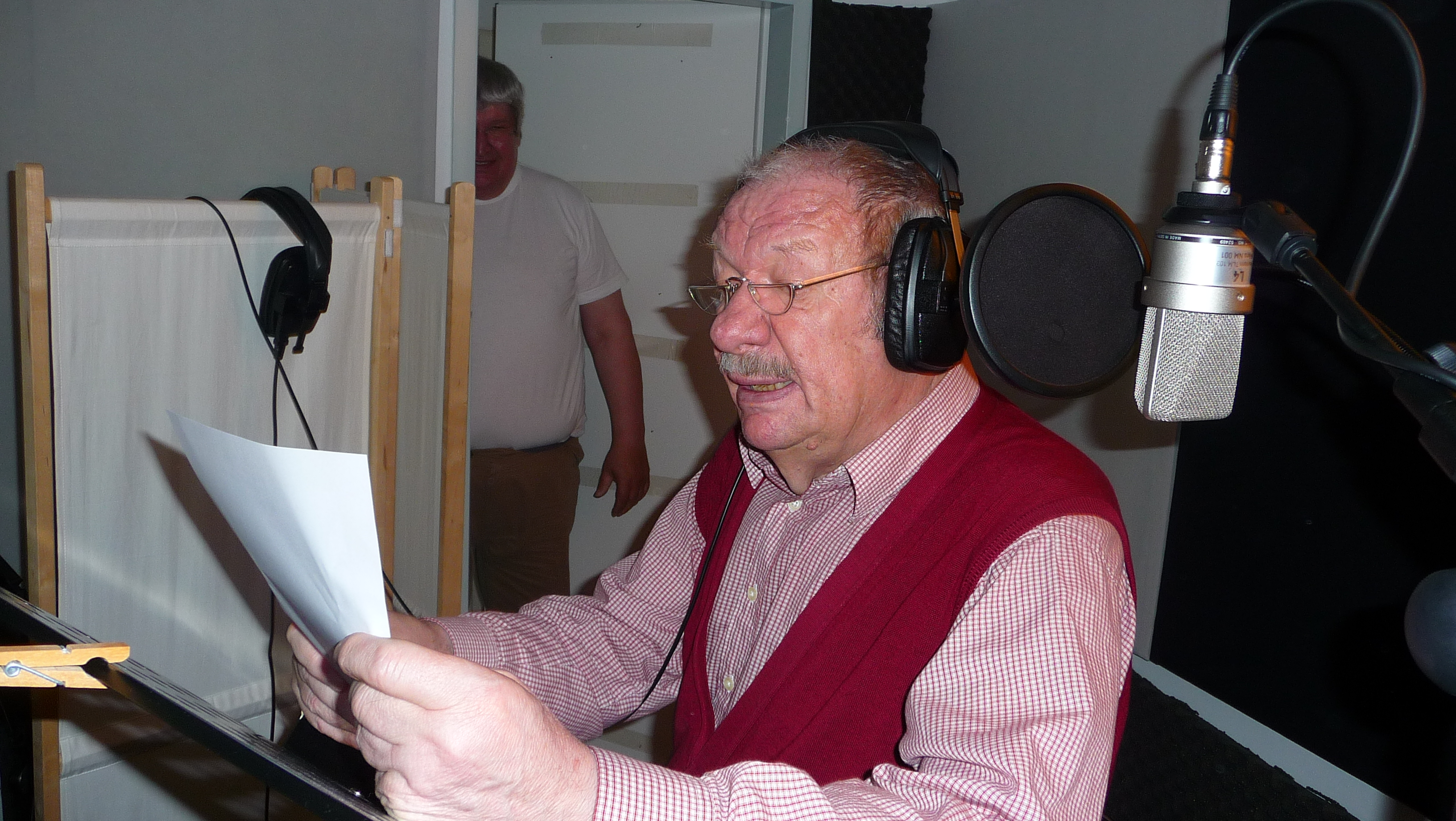
Niemiecki aktor głosowy Wolfgang Völz podczas nagrywania dubbingu

Dubbing – stosowany w postprodukcji filmów, seriali czy gier komputerowych proces podkładania głosów do już nagranego materiału. Stanowi jedną z trzech – obok napisów i lektora – form opracowań zagranicznych filmów na inne języki.
W przypadku oryginalnej wersji językowej dubbing oznacza zmiksowanie dodatkowych nagrań z oryginalnym dźwiękiem powstałym podczas produkcji, w wyniku czego powstaje kompletna ścieżka dźwiękowa. Dźwiękowiec i montażysta przygotowują niezbędne ścieżki (dialogi, postsynchrony, efekty dźwiękowe i muzykę), które następnie miksowane są tak, aby dźwięk był odpowiednio zbalansowany i żaden z elementów składowych nie zagłuszał pozostałych, a następnie zgrywane jako gotowa ścieżka. Dubbing w rozumieniu procesu postprodukcji filmu bywa mylony z postsynchronizacją, polegającą na tym, że aktor wcielający się na planie w daną postać w studiu nagrywa bądź dogrywa dialogi celem lepszego zsynchronizowania ich z obrazem bądź zastosowania cenzury.
Innym, bardziej znanym znaczeniem słowa „dubbing”, jest zastąpienie oryginalnej ścieżki dialogowej wersją nagraną w innym języku, w której postaci przemawiają głosami aktorów głosowych.

## Geneza
W rozumieniu technicznym dawniej dubbing używany był głównie w musicalach – uzdolniony wokalnie aktor dogrywał w studiu partie śpiewane, które następnie były podkładane pod postać odtwarzaną przez aktora na planie. Dubbing stosowano również do zastąpienia głosu oryginalnego aktora głosem aktora o lepszych predyspozycjach.
Dubbing jako technika polegająca na zastąpieniu głosu oryginalnego aktora głosem aktora głosowego narodziła się w krótkim czasie po powstaniu filmów dźwiękowych. Pierwotnie filmy kręcone były z udziałem ekip z różnych krajów – gdy nagrywanie zakończyła jedna ekipa, na plan wchodziła kolejna, która w tej samej scenerii odgrywała tę samą scenę, ale w swoim języku. Proces ten był jednak pracochłonny i drogi, wpływał też negatywnie na jakość samych filmów, ponieważ sceny starano się nagrywać jak najszybciej celem zminimalizowania kosztów. Wkrótce później zarzucono tego typu praktyki, zamiast tego opatrując filmy napisami dialogowymi bądź nagrywając do nich dubbing.

## Produkcja

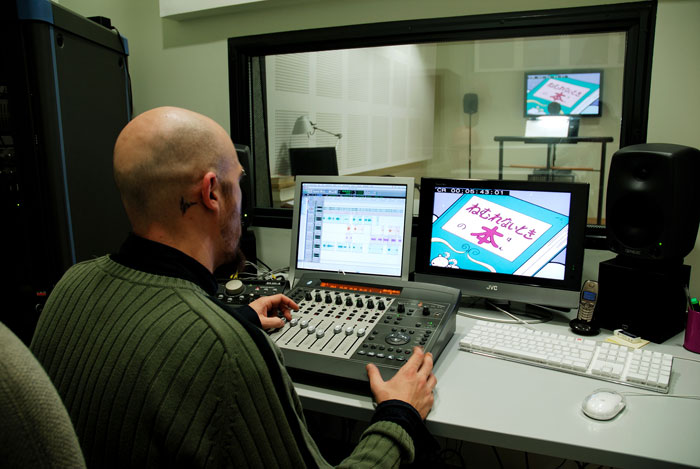
Studio dubbingowe

Produkcja dubbingu będącego tłumaczeniem na inny język składa się z kilku etapów: przetłumaczenia oryginalnego tekstu, napisania przez dialogistę tzw. układki, zorganizowania castingu (przez kierownika produkcji i/lub reżysera) i wybrania aktorów (tych najczęściej zatwierdza producent filmu), którzy następnie podłożą głosy pod postaci. Ostatnim etapem produkcji jest zmiksowanie i zmontowanie przez dźwiękowca i montażystę nagranych w studiu dialogów z pozostałymi ścieżkami, zawierającymi muzykę i efekty dźwiękowe.
Techniki produkcji dubbingu zmieniały się wraz z technologiami filmowymi. Przez bardzo długi czas dubbing realizowano ingerując w oryginalną ścieżkę dźwiękową. W latach 30. XX wieku zlewano ze sobą negatyw zawierający pozbawiony dźwięku film z taśmą zawierającą zreprodukowany dźwięk, w tym m.in. polskie dialogi, dzięki czemu powstawała taśma zawierająca film z nowym dźwiękiem. Ze względu na monofoniczny dźwięk podczas produkcji lokalnej wersji filmu zamieniano nie tylko dialogi, ale też całe udźwiękowienie. Podczas gdy aktorzy nagrywali kwestie mówione, dźwiękowiec zajmował się odtworzeniem dźwięków, takich jak np. odgłosy kroków czy zamykanych drzwi, które następnie – wraz z dialogami i muzyką – były reprodukowane i zgrywane w całość, a następnie montowane z obrazem. Obecnie dialogi, muzyka i efekty dźwiękowe zapisywane są na osobnych ścieżkach – realizując dubbing, nagrywa się jedynie dialogi, które następnie miksowane są ze ścieżkami zawierającymi muzykę i inne dźwięki.

### Postsynchronizacja
Postsynchronizacja to proces ponownego nagrania dialogu przez oryginalnego aktora po zakończeniu okresu zdjęciowego w celu polepszenia jakości dźwięku lub dostosowania kwestii mówionych do zmian, które w międzyczasie zaszły w scenariuszu. Postsynchronizację wykorzystuje się również do poprawienia dykcji lub timingu oraz do zastąpienia głosów aktorów mówiących z nieodpowiednim akcentem.
Podczas produkcji filmu dźwięk nagrywany jest na planie, na którym pojawić mogą się jednak zakłócenia, jak np. odgłosy ekipy filmowej, korka ulicznego czy wiatru, co często przekłada się na niezadowalającą jakość dźwięku. Podczas postprodukcji montażysta dźwięku przegląda wszystkie dialogi i decyduje, które z nich należy poprawić w studiu dźwiękowym. Aktor ogląda scenę z oryginalnym dźwiękiem, a następnie próbuje ją odtworzyć, nagrywając ją kilkanaście razy – najbardziej satysfakcjonująca trafia do finalnej wersji filmu.
Czasami w procesie postsynchronizacji bierze udział inny aktor niż ten, który wcielał się w daną postać na planie. Przykładami mogą być Darth Vader z Gwiezdnych wojen czy Kargul ze Samych swoich – grany przez Davida Prowse’a Vader przemawia głosem Jamesa Earla Jonesa, z kolei grany przez Władysława Hańczę Kargul głosem Bolesława Płotnickiego.

### Nowe technologie
Dzięki zastosowaniu nowych technologii technikom udaje się przezwyciężyć niektóre problemy dubbingu. Na New York University stworzona została aplikacja Video Rewrite, która przy użyciu algorytmów dopasowuje ruch ust na filmie do nowej ścieżki dźwiękowej. W klipie stworzonym przy użyciu tej technologii pojawia się John F. Kennedy mówiący „Video Rewrite gives lip-synced movies”.
Zajmująca się dubbingiem firma Media Movers Inc. stworzyła zamknięte oprogramowanie, które dzięki predefiniowanym algorytmom automatycznie dopasowuje postsynchrony.

## Dubbing na świecie
W większości krajów świata dominującą formą tłumaczenia zagranicznych produkcji są napisy lub dubbing – szeptanka w fabułach jest prawie w ogóle niespotykana poza krajami byłego bloku wschodniego. Krajami, w których dominującą formą opracowywania zagranicznych filmów jest dubbing, są Niemcy, Francja, Hiszpania, Włochy, Brazylia i Węgry – zarówno w kinach, jak i w telewizji i na DVD dubbinguje się tam wszystkie zagraniczne filmy i seriale. W niektórych krajach, takich jak Japonia, Czechy czy Argentyna, w kinach filmy z reguły wyświetlane są z napisami, jednak w telewizji i na DVD zawsze dostępne są z dubbingiem. Prawo argentyńskie i wenezuelskie nakłada na publiczną telewizję obowiązek dubbingowania wszystkich zagranicznych produkcji – w kinach, na DVD i w telewizjach prywatnych nie jest on wymagany. W Austrii, Liechtensteinie i Szwajcarii zagraniczne produkcje emitowane i wyświetlane są z dubbingiem opracowanym na rynek niemiecki, z kolei w Belgii i Luksemburgu – na rynek niemiecki i francuski. Słowacy najczęściej korzystają z dubbingu opracowanego na rynek czeski. We francuskojęzycznej części Kanady stosuje się dubbing, w pozostałych regionach przeważają napisy. W Meksyku prawo nakłada na dystrybutorów obowiązek dubbingowania filmów kinowych oraz dokumentów i produkcji dla dzieci. W Rosji większość zagranicznych filmów w kinach wyświetlanych jest z dubbingiem, w telewizji dubbing stosuje się równolegle z lektorem wielogłosowym. Dubbing stosowany jest też m.in. w Indiach i Chinach, gdzie filmy dubbinguje się na różne dialekty, oraz w Chile. W Stanach Zjednoczonych dubbinguje się produkcje azjatyckie, część wydawców DVD i stacji telewizyjnych dubbinguje również produkcje europejskie.
W innych krajach dubbing stosowany jest głównie w produkcjach dla dzieci bądź nie stosuje się go wcale, w innych przypadkach filmy i seriale emitowane są z napisami lub lektorem.
W przypadku języków, którymi posługuje się większa liczba społeczności, takich jak angielski, chiński, portugalski, niemiecki, hiszpański czy francuski, opracowanie jednej wersji językowej może być nienaturalne dla mieszkańców regionów posługujących się innym dialektem. W związku z tym w niektórych krajach wykonuje się więcej niż jedną wersję językową danego filmu w różnych dialektach. Przykładowo film Iniemamocni został zdubbingowany na europejską odmianę języka hiszpańskiego, meksykańską odmianę języka hiszpańskiego, neutralny hiszpański i dialekt rioplatense. W większości hiszpańskojęzycznych regionów z reguły opracowuje się tylko dwie wersje – hiszpańską i neutralną. W Indiach zagraniczne filmy dubbingowane są na języki hindi, tamilski i telugu, sporadycznie na bhodźpuri i pendżabski.
Wychodząc naprzeciw oczekiwaniom widzów, w krajach stosujących dubbing na szeroką skalę jeden aktor filmowy jest zazwyczaj powiązany z określonym aktorem głosowym, dzięki czemu przez całe lata obcojęzyczny aktor ma określony specyficzny głos w języku narodowym. Zazwyczaj jednak jeden aktor językowy podkłada głos pod kilku aktorów, np. Japończyk Kōichi Yamadera dubbinguje m.in. Eddiego Murphy’ego, Jima Carreya i Brada Pitta.

### W Polsce
Za pierwszy film zdubbingowany na język polski powszechnie uważa się Królewnę Śnieżkę i siedmiu krasnoludków, do której dubbing stworzony został najprawdopodobniej na przełomie 1937 i 1938 roku, jednakże już na początku lat 30. zdubbingowano takie filmy jak Ulubieniec bogów, Parada Paramountu, Karkołomne zakręty czy Dwa serca biją w walca takt. Do lat 80. w Polsce powszechne było dubbingowanie filmów także dla dorosłych, mówiono wówczas na świecie o polskiej szkole dubbingu, co świadczyło o jego wysokiej jakości. W czasach działalności Studiów Opracowań Filmów w Warszawie i w Łodzi (od początku lat 50. XX wieku do połowy lat 90.) zdubbingowano w nich na język kilka tysięcy filmów i seriali, w tym m.in. Pogoda dla bogaczy, Ja, Klaudiusz, Dwunastu gniewnych ludzi czy Wszystko o Ewie.
Obecnie w Polsce dubbinguje się tylko niewielki odsetek produkcji trafiających do polskich kin czy telewizji ze względu na wysokie ceny w porównaniu do wersji lektorskiej (10 minut dubbingu kosztuje w przybliżeniu 1000 złotych). Przeważnie są to produkcje w zamyśle skierowane do dzieci, takie jak filmy animowane lub generowane komputerowo czy seriale dla najmłodszych. Obecnie polscy dystrybutorzy kinowi coraz częściej dubbingują adaptacje komiksów, filmy biblijne, fantasy, widowiska przeznaczone dla młodzieży, które w kinach wyświetlane są w dwóch wersjach – z dubbingiem lub napisami. Nawet te filmy, które zostały zdubbingowane współcześnie, są w telewizji emitowane z lektorem. Dotyczy to w szczególności filmów science-fiction oraz adaptacji komiksów.
W przypadku gier na decyzję o dubbingu nie ma wpływu kategoria wiekowa – chociaż dubbinguje się gry dla dzieci, dubbingowane są również produkcje przeznaczone dla starszych i pełnoletnich graczy, np. Tomb Raider, The Elder Scrolls V: Skyrim czy seria Battlefield. Sporadycznie, jak chociażby w przypadku Mass Effect lub Wiedźmin 3, animacja ruchu ust postaci dostosowywana jest przez animatorów do konkretnej wersji językowej, co niweluje konieczność dopasowywania tłumaczenia pod animację.